# لیو بیان
لیو بیان (۱۷۶ تا ۶ مارس ۱۹۰)، همچنین شناخته شده با نام امپراتور شائو هان و شاهزاده هونگنونگ، سیزدهمین امپراتور دودمان هان شرقی بود. امپراتور شائو پسر و جانشین دوازدهمین امپراتور دودمان هان شرقی، امپراتور لینگ بود. لیو بیان در حدود سن ۱۳ سالگی‌اش از هنگام مرگ پدرش امپراتور لینگ (دو روز بعد از مرگ پدرش) (۱۵ مه ۱۸۹) تا تاریخ ۲۸ سپتامبر ۱۸۹ (تاریخ عزل شدنش) بر هان شرقی حکم می‌راند. پس از عزل شدنش در ۲۸ سپتامبر ۱۸۹، لیو بیان تا هنگام مرگش یعنی ۶ مارس ۱۹۰، لقب شاهزاده هونگنونگ را گرفت. پس از عزل شدن امپراتور شائو (لیو بیان) از سلطنت، برادر کوچکش لیو شیه با نام امپراتور شیان هان، واپسین امپراتور هان شرقی و دودمان هان، بر تخت پادشاهی تکیه زد.